# Johanna Bassani
Johanna Bassani (* 25. April 2002 in Vöcklabruck; † 5. Mai 2020) war eine österreichische Nordische Kombiniererin.

## Werdegang

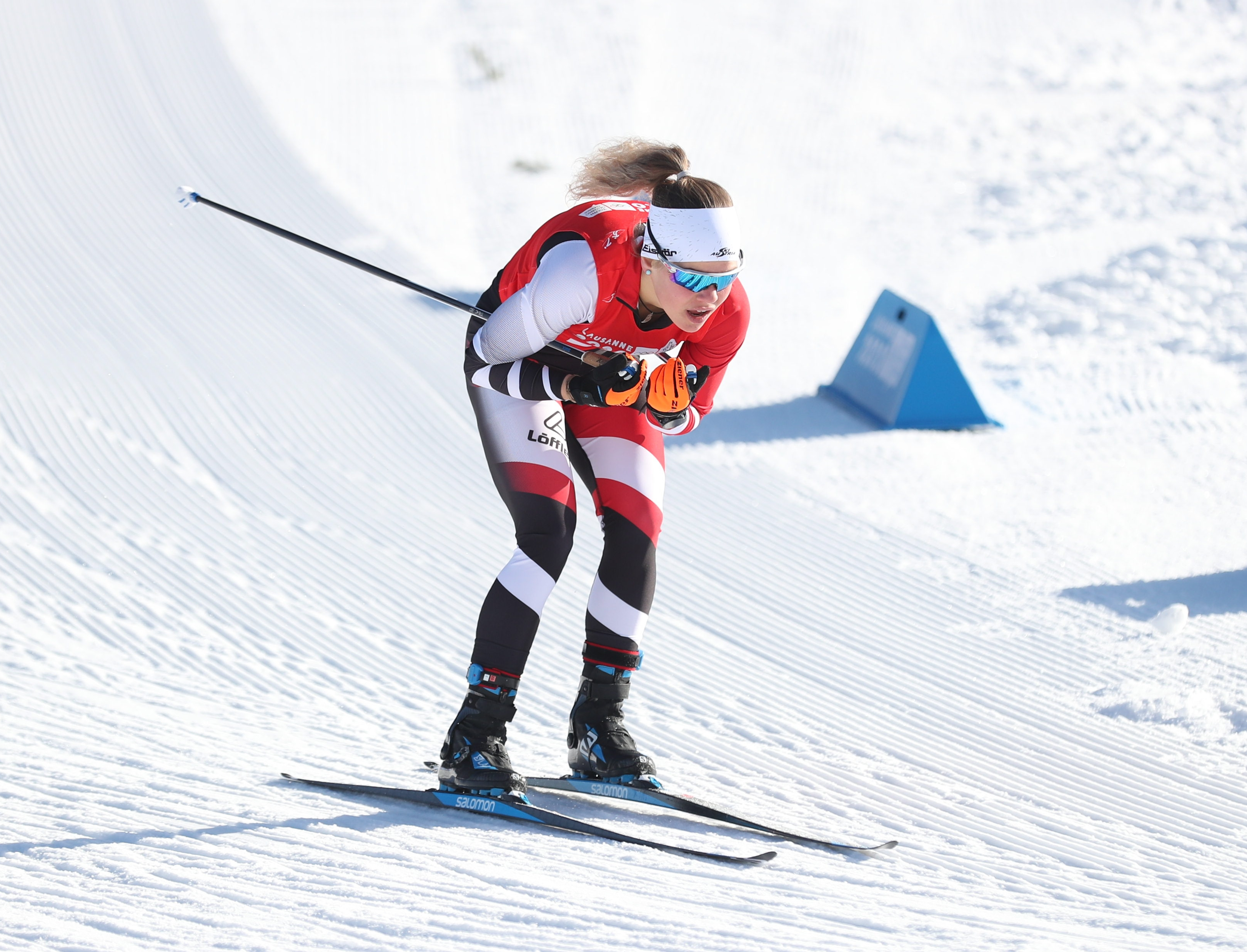
Johanna Bassani beim Nordic-Mixed-Teamwettbewerb der Olympischen Jugend-Winterspiele 2020

Bassani, die für UVB Hinzenbach startete, gewann bereits als Zwölfjährige die Stadtmeisterschaft im Skilauf in ihrer Heimatstadt Attnang-Puchheim. Während sie in der Jugend auch Leichtathletik betrieb, begann sie nach Angaben ihres Trainers Bernhard Aicher erst im Jahr 2016 in Eisenerz mit dem Skispringen. Ihr internationales Debüt gab sie bei den Nordischen Skispielen der OPA 2018 in Planica, wo sie Sechste im Einzel sowie Bronzemedaillengewinnerin mit dem österreichischen Team wurde. In den folgenden Jahren trat sie regelmäßig in Wettbewerben des Skisprung-Alpencups und des Alpencups der Nordischen Kombination an. Erneut trat sie daher auch bei den Nordischen Skispielen der OPA 2019 in Kandersteg an, wo sie den dritten Platz mit dem Team verteidigte.
Bei ihrem Debüt im Grand Prix 2019 in Klingenthal belegte Bassani den 18. Platz und gewann so auf Anhieb ihre ersten Punkte. Wenige Wochen später erreichte sie in Predazzo zum ersten Mal das Podest im Alpencup. Im Oktober gewann Bassani bei der ersten österreichischen Staatsmeisterschaft in der Nordischen Kombination die Silbermedaille hinter Lisa Hirner. Im Winter lag ihr Fokus auf den Olympischen Jugend-Winterspielen 2020 in Lausanne. Nachdem sie Achte im Gundersen Einzel geworden war, war Bassani Teil des disziplinenübergreifenden österreichischen Nordic-Mixed-Teams. Gemeinsam mit ihren Teamkollegen gewann sie die Silbermedaille, wozu ihr der Bürgermeister ihrer Heimatstadt persönlich gratulierte. Bei ihrem Debüt im Continental Cup in Eisenerz rund einen Monat später lief sie im Massenstart bei einem großen Teilnehmerfeld auf den elften Rang. Auch tags darauf erreichte sie die Punkteränge. Anschließend wurde sie ins österreichische Team für die Nordischen Junioren-Skiweltmeisterschaften 2020 in Oberwiesenthal berufen.
Außerhalb des Sports absolvierte Bassani eine Lehre zur Konstrukteurin am Nordischen Ausbildungszentrum in Eisenerz.
Bassani starb im Mai 2020, wenige Tage nach ihrem 18. Geburtstag. Ihr Grab befindet sich am Friedhof in Attnang-Puchheim.

## Statistik

### Grand-Prix-Platzierungen
| Saison | Platz | Punkte |
| ------ | ----- | ------ |
| 2019   | 25.   | 013    |

### Continental-Cup-Platzierungen
| Saison  | Platz | Punkte |
| ------- | ----- | ------ |
| 2019/20 | 18.   | 117    |